# 青松輝
青松 輝（あおまつ あきら、1998年3月15日 -）は、日本の歌人、YouTuber。灘中学校・高等学校卒。東京大学医学部医学科在学中。

## 経歴
灘中学校・高等学校を経て、2017年に東京大学理科三類に入学。2018年に東京大学の学生短歌会「Q短歌会」に入会し、2022年まで所属。2023年に第一歌集『4』を出版。また、東京大学クイズ研究会TQCにも所属し、2018年に長文難問クイズの学生日本一を決める「PERSON OF THE YEAR2018」で準優勝した。
「ベテランち」名義でYouTuberとして活動している他、灘校時代の友人らを中心に構成されるYouTuberグループ「雷獣」のメンバーとしても活動する。「ベテランち」は自身で使っていたTwitterハンドルネーム「ベテラン中学生」に由来する。
大学では5回の留年を経験している。

## 著書
- やる気ゼロでも灘→東大理III 他力本願勉強法（2023年1月26日、KADOKAWA）（ベテランち名義）
- 4（2023年8月10日、ナナロク社）[5]